# Cinóber
A cinóber egy világospiros festékanyag, illetve e festék színének a neve.
A név a görög kinnabari (κιννάβαρι) szóból származik, jelentése: vörös érc.

## A festék ásványi anyaga
A festék ásványa a cinnabarit, higany-szulfid, melyet ősidők óta ismer az emberiség, és festékként már a kis-ázsiai Çatalhöyükben is megtalálták. 
Számos helyen előfordul. Mint szulfidásvány, a magmás utókristályosodás idején keletkezik. A Kárpát-medencében szinte minden ércbányánkban megtalálható volt belőle több-kevesebb.

## Történelmi felhasználása

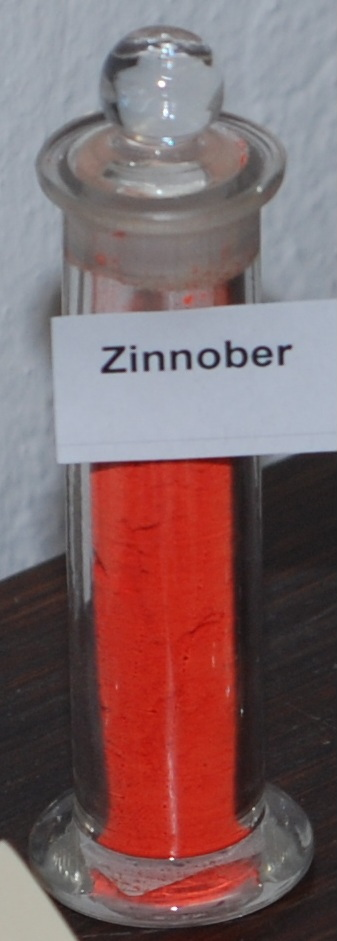
Cinóber, történelmi festékgyűjtemény, drezdai Műszaki Egyetem, Németország

A kultúrterületek gyakori ásványaként sokféle néven is szerepelt, például kínai vörös, pompeji vörös. Ezzel a festékkel színezték a pecsétviaszt, ezért a neve pecsétvörös is volt. A címertanban a cinóber vöröse önálló heraldikai szín.
Az iskolai gombfesték is cinóberpiros. Ma a festékiparban a cinóberpiros szabványelnevezés.